# Hamataliwa maculipes
Espèce
Synonymes
- Oxyopeidon maculipes Bryant, 1923

Hamataliwa maculipes est une espèce d'araignées aranéomorphes de la famille des Oxyopidae.

## Distribution
Cette espèce est endémique de l'île d'Antigua à Antigua-et-Barbuda.

## Description
La femelle holotype mesure 4,5 mm.

## Publication originale
- Bryant, 1923 : Report on the spiders collected by the Barbados-Antigua Expedition from the University of Iowa in 1918. University of Iowa Studies in Natural History, vol. 10, no 3, p. 10-16 (texte intégral).